# Justyn Ross
Justyn Ross (Phenix City, 15 dicembre 1999) è un giocatore di football americano statunitense che milita nel ruolo di wide receiver per i Kansas City Chiefs della National Football League (NFL).

## Carriera

### Kansas City Chiefs
Al college Ross giocò a football a Clemson, vincendo il campionato NCAA nel 2018. Dopo non essere stato scelto nel Draft NFL 2022 firmò con i Kansas City Chiefs. Il 25 luglio 2022 fu inserito in lista infortunati per sottoporsi a un intervento chirurgico a un piede che gli fece perdere tutta la sua prima stagione. Nella successiva disputò 10 partite, di cui una come titolare, con 6 ricezioni per 53 yard.

## Palmarès
- Super Bowl : 2

Kansas City Chiefs: LVII, LVIII
- American Football Conference Championship: 2

Kansas City Chiefs: 2022, 2023